# Самый красивый утопленник в мире
Самый красивый утопленник в мире (исп. El ahogado más hermoso del mundo) — рассказ 1968 года колумбийского писателя Габриэля Гарсиа Маркеса в жанре классического латиноамериканского магического реализма.
Рассказ множество раз переводится и издавался на русском языке.

## Сюжет
На берег маленького и убогого поселения выбрасывает таинственный труп, покрытый водорослями и ракушками. Жители принесли тело утопленника в поселение и, увидев, что он велик и очень красив, восхитились и решили устроить неизвестному торжественные похороны. Женщины, убиравшие тело для похорон, любовались им и решили, что утопленника зовут Эстебан (исп. форма греческого имени Στέφανος — «венок, венец, корона, диадема»). Жителям не хотелось расставаться с утопленником, более того, из соседних поселений приходили женщины и мужчины, чтобы посмотреть на него. Наконец, в день похорон решено было выбрать утопленнику родственников из числа местных, так практически все присутствовавшие породнились между собой. Они отдали тело утопленника обратно морю, не привязав к нему груз, чтобы он мог вернуться, когда захочет.
Им даже не нужно было теперь смотреть друг на друга, чтобы понять: они уже не все тут и никогда все не будут. Но они знали также, что отныне все будет по-другому: двери их домов станут шире, потолки выше, полы прочнее, чтобы воспоминание об Эстебане могло ходить повсюду, не ударяясь головой о притолоку, и в будущем никто бы не посмел шептать, глупый верзила умер, какая жалость, красивый дурак умер, потому что они, чтобы увековечить память об Эстебане, выкрасят фасады своих домов в веселые цвета и костьми лягут, а добьются, чтобы из безводных камней забили родники...

## Анализ
Мотив утопленника несколько раз встречается в разных произведениях Маркеса, к примеру, в «Рассказе потерпевшего кораблекрушение...» и в рассказе «Море исчезающих времен», а также в романе «Осень патриарха». Однако смысловая нагрузка этого образа различается в каждом произведении. Так, в данном рассказе таинственный покойник символизирует надежду и изменяет лицо действительности. Вероятно, образ покойника, «растущего после смерти», можно понять как воспевание одной из героических революционных фигур Латинской Америки: число домиков в поселении (около двадцати) совпадает с количеством стран Южной Америке.